# Порцеляна (Каженгу)
Порцелана Футебол Клубе ду Каженгу або ФК Порцелана ду Каженгу або просто ФК Порцелана (порт. Porcelana Futebol Clube do Cazengo) — професіональний ангольський футбольний клуб з міста Ндалатандо, з провінції Північна Кванза.

## Історія клубу
Клуб було зареєстровано в Федерації футболу Анголи в жовтні 2009 року.
Команда приймає своїх суперників на муніципальному стадіоні в Ндалатандо під назвою «Ештадіу Муніципал Сантуш Дініж», який вміщує 6000 глядачів.
ФК «Порцелана» в 2012 році вперше за свою історію вийшов до Гіраболи. Свій дебютний сезон 2013 року клуб завершив на 14-тій позиції. По завершенню сезону він знову вилетів до Гіра Анголи.

## Статистика виступів у чемпіонатах
| 2010 ГА a | 2011 ГА a | 2012 ГА a | 2013 ГБ | 2014 ГА a | 2015 ГА a | 2016 ГБ |
|           |           | 1м        |         |           | 1м        |         |
|           |           |           |         |           |           |         |
|           |           |           |         |           |           |         |
|           |           |           |         |           |           |         |
|           | 5-те      |           |         | 5-те      |           |         |
|           |           |           |         |           |           |         |
| 7-ме      |           |           |         |           |           |         |
|           |           |           |         |           |           |         |
|           |           |           |         |           |           |         |
|           |           |           |         |           |           |         |
|           |           |           |         |           |           |         |
|           |           |           |         |           |           |         |
|           |           |           |         |           |           |         |
|           |           |           | 14      |           |           |         |

Примітки:1м = Вихід у Гіраболу, ГБ = Гірабола, ГА = Гіра Ангола 
    Рейтинг червоного кольору означає, що клуб вилетів з чемпіонату 
   Рейтинг пурпурового кольору означає, що клуб підвищився у класі та вилетів з турніру протягом одного сезону

## Досягнення
- Гіра Ангола (Серія А):
  -  Чемпіон (1): 2012

- Чемпіонат провінції Північна Кванза:
  -  Чемпіон (3): 2009, 2014, 2015

- Суперкубок провінції Північна Кванза:
  -  Володар (1): 2012

## Відомі гравці
- Тьєррі Болонго
- Ібрагіма Сорі Камара
- Чіку Капуту
- Педру Енрікеш
- Мусаса Кабамба
- Міру
- Раска

## Відомі тренери
| Фінда Можер          | (2009)         | - |                 |
| Кастру Жоау Домінгуш | (2011)         | - |                 |
| Освалду Роке Жоні    | (січень 2014)  | - | (листопад 2014) |
| Сарменту Секе        | (січень 2015)  | - | (грудень 2015)  |
| Луїш Маріану         | (січень 2016)  | - | (червень 2016)  |
| Сарменту Секе        | (червень 2016) | - |                 |